# Stanisław Terlecki (fotograf)
Stanisław Terlecki (ur. 27 czerwca 1906 w Tule, zm. 1997 w Warszawie) – polski artysta fotograf. Członek rzeczywisty Okręgu Warszawskiego Związku Polskich Artystów Fotografików. Członek honorowy ZPAF.

## Życiorys
W toku repatriacji – w 1922 roku, z rodziną osiedlił się w Polsce. W 1931 roku ukończył studia prawnicze na Uniwersytecie Warszawskim. Na stopień podporucznika został mianowany ze starszeństwem z 1 stycznia 1934 i 2874. lokatą w korpusie oficerów rezerwy piechoty.
W kampanii wrześniowej 1939 walczył na stanowisku dowódcy III plutonu 5. kompanii strzeleckiej 82 Pułku Piechoty. Był jeńcem Stalagu X B Sandbostel. Związany z warszawskim środowiskiem fotograficznym – wiele lat zajmował się fotografią. Miejsce szczególne w jego twórczości zajmowała fotografia krajobrazowa oraz fotografia krajoznawcza. 
Stanisław Terlecki uczestniczył w wielu wystawach fotograficznych; w Polsce i za granicą. Jego fotografie prezentowane (m.in.) w Birmingham, Chicago, Modenie, Rzymie, Sydney, Toronto – były wielokrotnie honorowane akceptacjami, nagrodami, wyróżnieniami, dyplomami, listami gratulacyjnymi. W 1960 roku został przyjęty w poczet członków rzeczywistych Okręgu Warszawskiego Związku Polskich Artystów Fotografików (legitymacja nr 270). W późniejszym czasie został członkiem honorowym ZPAF.